# Olimpiu Moruțan
Olimpiu Vasile Moruțan (n. 25 aprilie 1999, Cluj-Napoca, România) este un fotbalist român, care joacă pe post de mijlocaș la Aris Salonic în Superliga Greacă. Pe plan internațional, are prezențe la națională pentru România Sub-19, România Sub-21 și România.

## Cariera la club

### Universitatea Cluj
Născut la Cluj-Napoca, Moruțan, în vârstă de 16 ani, a jucat primul său meci senior pentru Universitatea Cluj într-o remiză 0–0 Liga II împotriva celor de la CS Mioveni, la 27 februarie 2016.
La 16 aprilie a aceluiași an, a marcat în deplasare primul gol la Satu Mare, 1–3 cu Olimpia Satu Mare.

### FC Botoșani
Moruțan joacă la FC Botoșani din august 2016 și a debutat în Liga I pe 15 octombrie împotriva CS Pandurii Târgu Jiu. La începutul lunii aprilie 2017, s-a scris că Steaua București și PSV Eindhoven au fost interesate să-l cumpere pe mijlocașul de 17 ani în fereastra de transferuri din vară. Echipa italiană Atalanta a făcut și o ofertă inițială de 750.000 € pentru jucător, care a fost refuzată de Botoșani.

### FCSB
La 21 decembrie 2017, FCSB a anunțat că a acceptat o înțelegere cu Botoșani pentru semnătura lui Moruțan începând cu sezonul 2018-2019. FCSB a plătit 700.000 de euro, jucătorul urmând să semneze un contract pe cinci ani, cu o clauză de reziliere de 70 de milioane de euro, FC Botoșani având dreptul la un procent dintr-un viitor transfer. Primul gol la FCSB l-a marcat în Europa League 2018-2019 în meciul câștigat cu NK Rudar Velenje, câștigat de FCSB cu 4–0. Primul gol marcat în Liga I pentru FCSB a venit în meciul câștigat cu același scor contra echipei CSM Politehnica Iași. 

## Stilul de joc
Moruțan este capabil să joace pe mai multe poziții de mijlocaș, și la Botoșani era considerat de Dan Petrescu drept viitorul număr 10 al României.

## Statistică

### Club
La 26 august 2018.
| Club               | Sezon        | Ligă      | Ligă   | Cupă      | Cupă   | Europe    | Europe | Altele    | Altele | Total     | Total  | Total |
| Club               | Sezon        | Aplicații | Goluri | Aplicații | Goluri | Aplicații | Goluri | Aplicații | Goluri | Aplicații | Goluri |       |
| ------------------ | ------------ | --------- | ------ | --------- | ------ | --------- | ------ | --------- | ------ | --------- | ------ | ----- |
| Universitatea Cluj | 2015–16      | 15        | 1      | 0         | 0      | –         | –      | –         | –      | 15        | 1      |       |
| Total              | Total        | 15        | 1      | 0         | 0      | –         | –      | –         | –      | 15        | 1      |       |
| Botoșani           | 2016–17      | 19        | 0      | 0         | 0      | –         | –      | –         | –      | 19        | 0      |       |
| Botoșani           | 2017–18      | 36        | 2      | 4         | 0      | –         | –      | –         | –      | 40        | 2      |       |
| Total              | Total        | 55        | 2      | 4         | 0      | –         | –      | –         | –      | 59        | 2      |       |
| FCSB               | 2018–19      | 6         | 2      | 0         | 0      | 5         | 1      | –         | –      | 11        | 3      |       |
| Total              | Total        | 6         | 2      | 0         | 0      | 5         | 1      | –         | –      | 11        | 3      |       |
| Galatasaray        | 2021         |           |        |           |        |           |        |           |        |           |        |       |
| Career total       | Career total | 76        | 5      | 4         | 0      | 5         | 1      | –         | –      | 85        | 6      |       |

## Legături externe
- RomanianSoccer profile and stats
- Profilul lui Olimpiu Moruțan pe Soccerway